# Kanton Champigny-sur-Marne-Est
Kanton Champigny-sur-Marne-Est (fr. Canton de Champigny-sur-Marne-Est) je francouzský kanton v departementu Val-de-Marne v regionu Île-de-France. Tvoří ho pouze východní část města Champigny-sur-Marne.